# Magnolia cylindrica

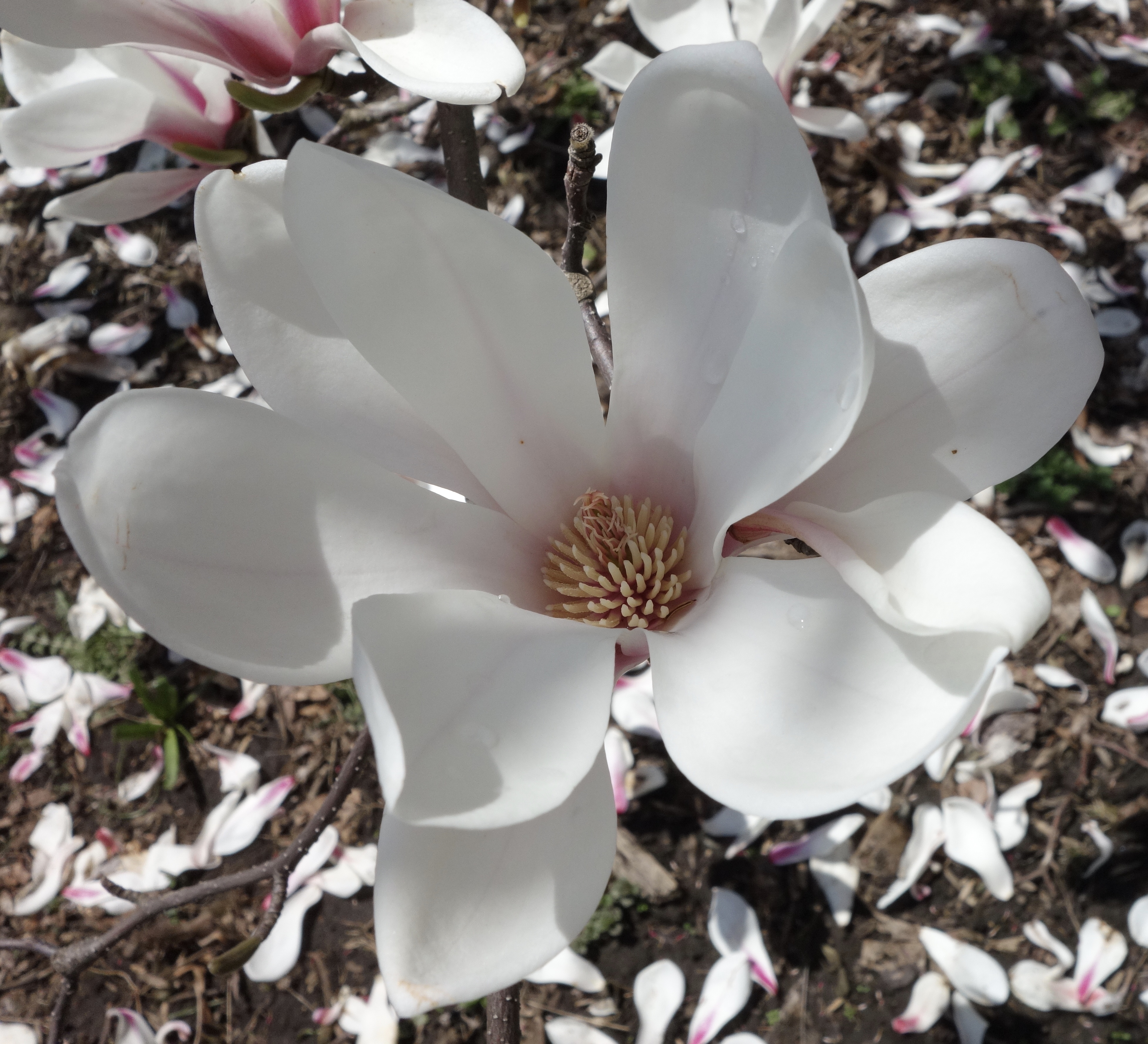
Blüte

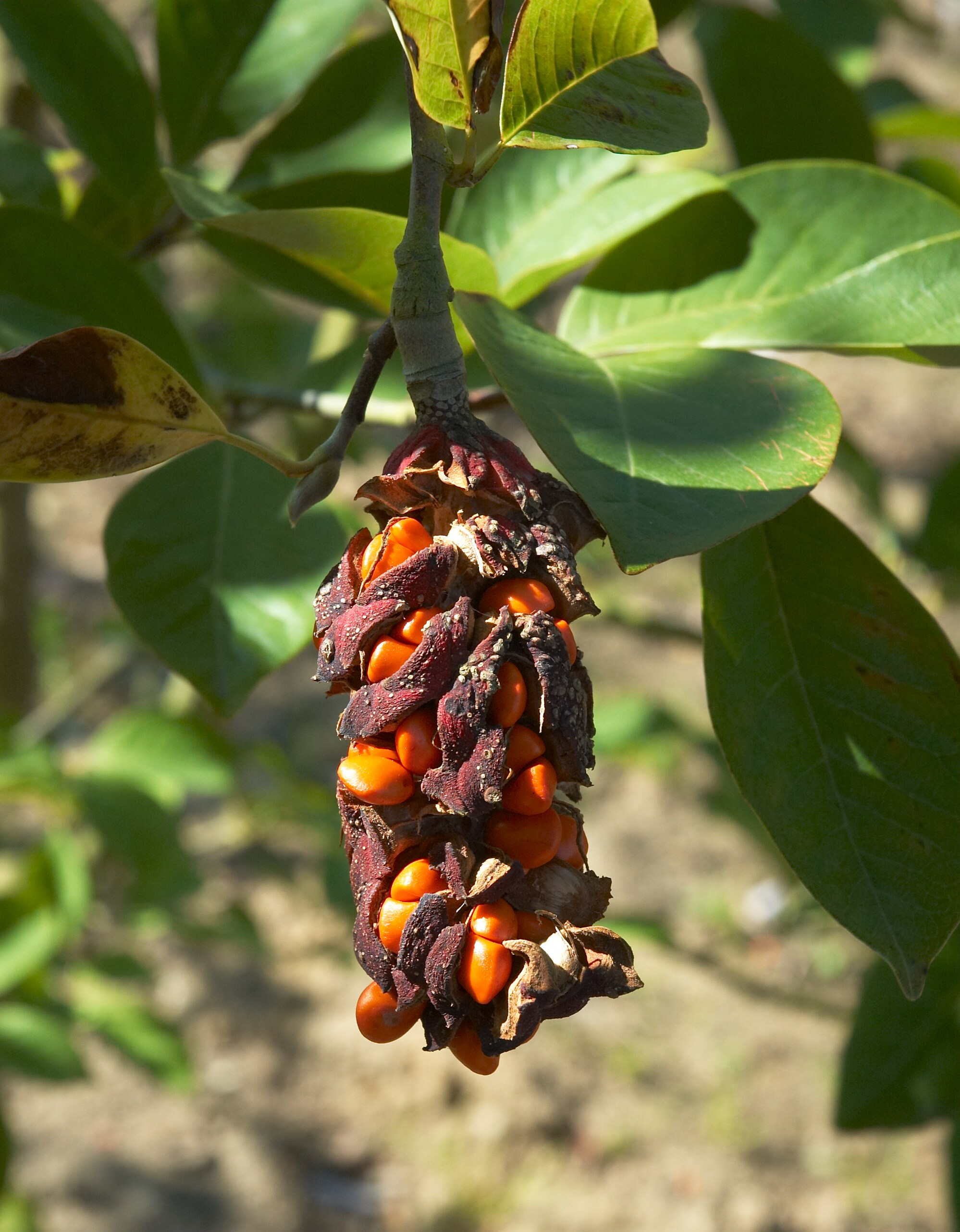
Reife, aufgeplatzte Balgfrüchte mit reifen Samen

Magnolia cylindrica ist eine Pflanzenart aus der Gattung der Magnolien (Magnolia) in der Familie der Magnoliengewächse (Magnoliaceae). Sie kommt im Osten Chinas vor.

## Beschreibung

### Erscheinungsbild und Rinde
Magnolia cylindrica wächst als laubabwerfender, kleiner Baum, der Wuchshöhen von bis zu 10 Meter erreichen kann. Die glatte Stammborke ist gräulich-weiß, silbergrau bis hellbraun gefärbt. Die Rinde junger Zweige ist angedrückt, blassgelb behaart. Ältere Zweige besitzen eine rötlich- oder purpurbraune Rinde. Die Zweige verströmen einen scharfen Geruch, wenn sie verletzt oder gequetscht werden. Die Terminalknospen weisen eine zottige, gelbliche oder silbrige Behaarung auf. Vegetative Knospen sind kleiner und weisen eine weniger dichte Behaarung auf.

### Blatt
Die Laubblätter sind wechselständig an den Zweigen angeordnet. Der 5 bis 25 Millimeter lange Blattstiel ist angedrückt, blassgelb behaart und auf der Oberseite gefurcht. Die einfache, häutige oder ledrige, ganzrandige Blattspreite ist mit einer Länge von 5,7 bis 14 Zentimeter und einer Breite von meist 2 bis 5 (1,6 bis 6,5) Zentimeter elliptisch, lanzettlich oder verkehrt-eiförmig mit einer keilförmigen bis stumpfen Spreitenbasis und einem stumpfen, spitzen oder geschwänzten Ende. Auf der Blattoberseite sind die vom Hauptnerv abzweigenden Seitennerven erhaben. Die kahle, glänzende Blattoberseite ist dunkelgrün gefärbt. Die blau-grüne bis grau-grüne Blattunterseite ist angedrückt, blassgelb behaart oder kahl und „bereift“. Die häutigen Nebenblätter sind mit dem Blattstiel verwachsen und hinterlassen nach dem Abfallen eine Blattnarbe am Blattstiel, die 1/6 bis 1/3 so lang ist wie der Blattstiel.

### Blüte
Die Blütezeit erstreckt sich von April bis Juni, wobei die Blüten vor den ersten Blättern entstehen. Die eiförmigen Blütenknospen sind blass graugelb bis silbergrau lang behaart. Die Blüten stehen einzeln, endständig und aufrecht auf einem dicken, dicht blassgelb behaarten, 1 bis 1,5 Zentimeter langen Stiel.
Die großen Blüten sind zwittrig. Die Blütenhülle besteht aus einem äußeren Kreis mit drei bei einer Länge von 12 bis 20 Millimeter und einer Breite von etwa 4 Millimeter kurzen, häutigen, kelchblattartigen, freier Blütenhüllblättern und einem mittleren sowie einem inneren Kreis aus je drei weißen und an der Basis der Oberseite rot gesprenkelten, bei einer Länge von 6,5 bis 10 Zentimeter und einer Breite von 2,5 bis 4,5 Zentimeter an ihrer Basis genagelten, eiförmigen, freien Blütenhüllblättern. Die innersten drei Blütenhüllblätter stehen meist bis zum Ende der Anthese mehr oder weniger aufrecht. Weiter oben (innen) befinden sich viele spiralig angeordnete 10 bis 13 Millimeter lange, freie Staubblätter mit den breit-abgeflachten, rosafarbenen bis blass-roten Staubfäden. Weiter oben (innen) befinden sich viele spiralig angeordnete etwa 1,2 Zentimeter lange, zylindrisch-eiförmige, grünliche, freie Fruchtblätter.

### Frucht und Samen
Die hängende Sammelbalgfrucht ist bei einer Länge von 5 bis 7,5 Zentimeter und einem Durchmesser von 1,8 bis 2,5 Zentimeter dicke, zylindrisch. Die Balgfrucht ist zuerst purpur-rötlich. Zur Reife im August oder September platzt die dunkel purpur-schwarz gefärbte Balgfrucht auf. Der braune Samen ist bei einer Länge von 7 bis 10 Millimeter und einer Dicke von 9 bis 11 Millimeter herzförmig, seitliche abgeflacht, unterseits breit gefurcht, an ihrer Basis keilförmig und am oberen Ende V-förmig.

### Chromosomenzahl
Die Chromosomenzahl beträgt 2n = 4x = 76. Magnolia cylindrica ist demnach tetraploid.

## Vorkommen
Das natürliche Verbreitungsgebiet von Magnolia cylindrica liegt im Osten Chinas und erstreckt sich über die Provinzen Anhui, Fujian, Süd-Henan, Hubei, Jiangxi und Zhejiang.
Magnolia cylindrica gedeiht in Wäldern in Höhenlagen von 700 bis 1600 Metern.

## Systematik
Die Erstbeschreibung als Magnolia cylindrica erfolgte 1927 durch Ernest Henry Wilson in Journal of the Arnold Arboretum, 8, (2), S. 109. Ein Synonym für Magnolia cylindrica E.H.Wilson ist Yulania cylindrica (E.H.Wilson) D.L.Fu. In der Flora of China 2008 ist man der Ansicht, dass Yulania den Rang einer Gattung besitzt und deshalb der gültige Name Yulania cylindrica (E.H.Wilson) D.L.Fu, veröffentlicht in Journal of Wuhan Botanical Research, 19, 2001, S. 198, ist.
Magnolia cylindrica gehört zur Untersektion Yulania aus der Sektion Yulania in der Untergattung Yulania innerhalb der Gattung der Magnolien (Magnolia).

## Nutzung
Magnolia cylindrica findet als Ziergehölz Verwendung. Ebenso werden Blütenknospen dieser Art für medizinische Zwecke gesammelt.

## Gefährdung
Magnolia cylindrica wird in der Roten Liste der IUCN als „gefährdet“ geführt. Als Hauptgefährdungsgründe gelten die Durchforstung der Wälder sowie das Sammeln der Blütenknospen für medizinische Zwecke. Es wird jedoch darauf hingewiesen, dass eine neuerliche Überprüfung der Gefährdung nötig ist.